# ناحية موران
ناحية موران (بالفارسية: بخش موران) هي ناحية من نواحي مقاطعة غرمي، في محافظة أردبيل، في إيران. في تعداد عام 2006 ، كان عدد سكانها 12,964 في 2,556 عائلة. لا تتبعها أي مدينة. ويتبعها قسمان ريفيان: قسم آزادلو الريفي وقسم اجارود الشرقي الريفي.